# Tmesisternus bosavi
Tmesisternus bosavi là một loài bọ cánh cứng trong họ Cerambycidae.